# ژورنال فور پرکتیشه شیمی
مجله ژورنال فور پرکتیشه شیمی(به آلمانی: Journal für praktische Chemie) یک مجله علمی آلمانی پیرامون شیمی بود. این مجله در سال ۱۸۲۸ توسط اوتو اردمان (۱۸۰۴-۱۸۶۹) با عنوان Journal fr technische und ökonomische Chemie ،به عنوان قدیمی‌ترین مجله پیرامون علم شیمی در آلمان تأسیس شد.